# واندا جکسون

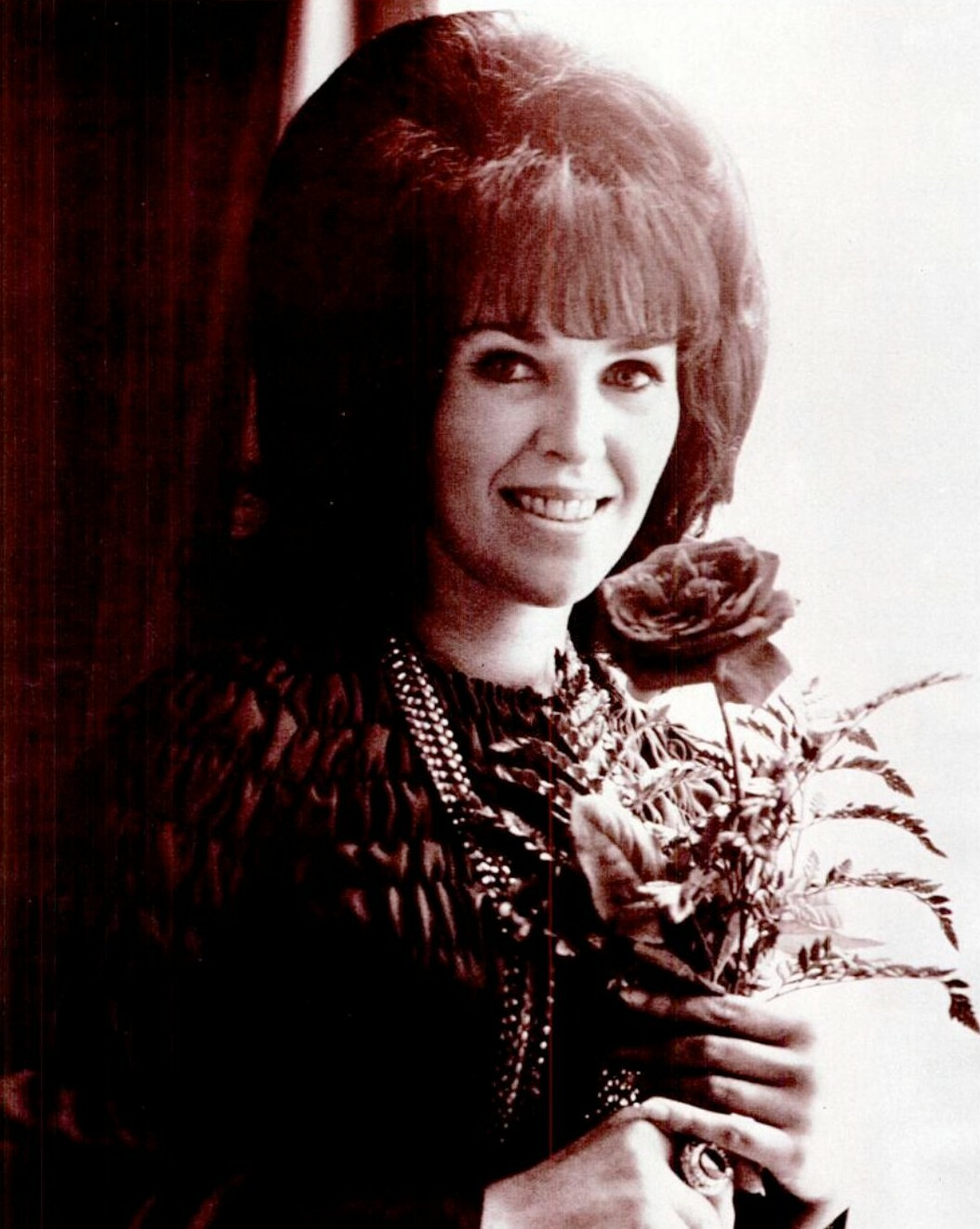
واندا جکسون در سال ۱۹۷۰

واندا جکسون (انگلیسی: Wanda Jackson؛ زادهٔ ۲۰ اکتبر ۱۹۳۷) یک موسیقی‌دان اهل ایالات متحده آمریکا است. وی از سال ۱۹۵۴ میلادی تاکنون مشغول فعالیت بوده‌است.